# Mulloidichthys flavolineatus
Mulloidichthys flavolineatus es una especie de peces de la familia Mullidae en el orden de los Perciformes.

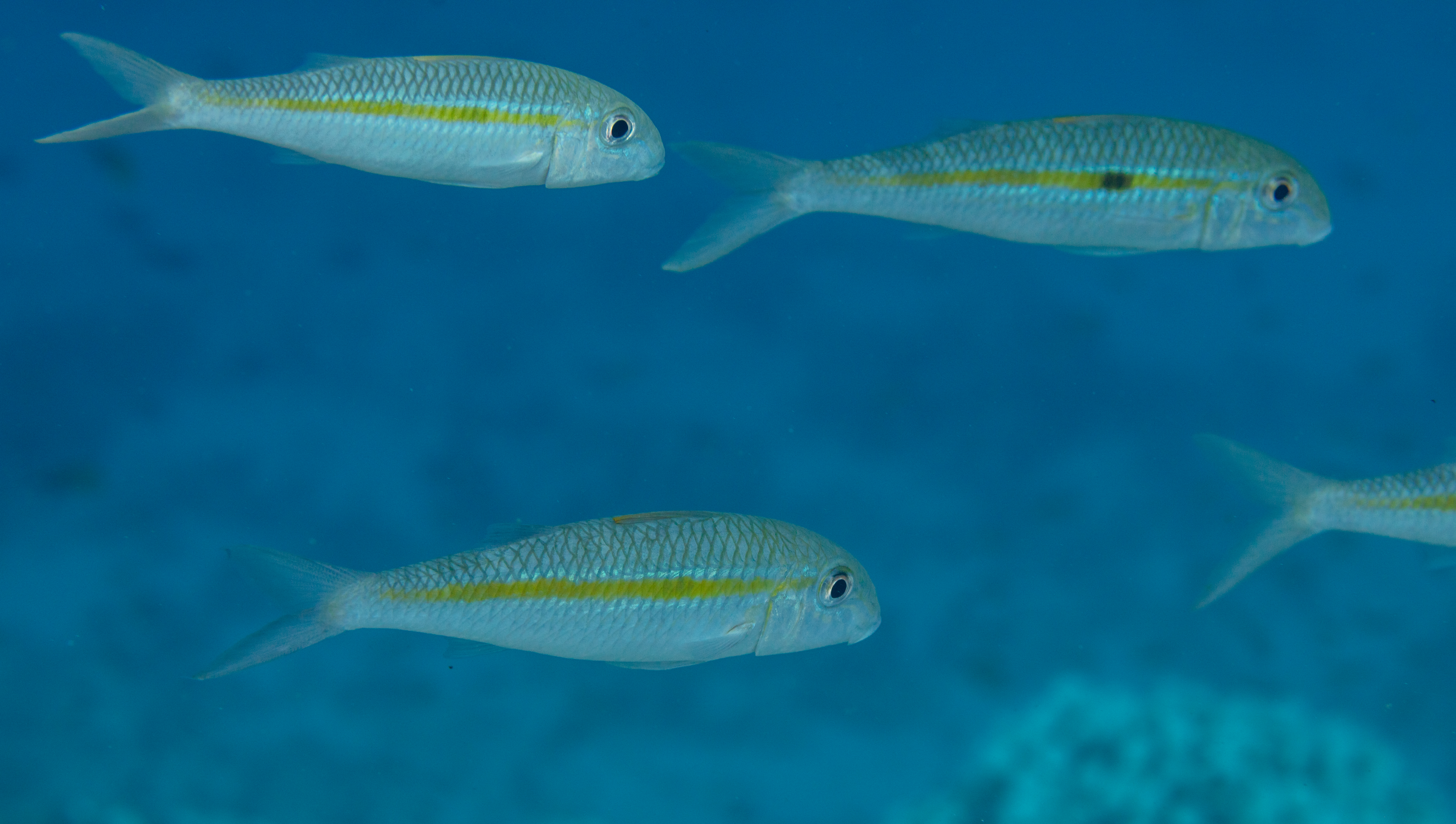
Ejemplares en Zanzíbar, Tanzania.

## Morfología
Los machos pueden llegar alcanzar los 43 cm de longitud total.

## Distribución geográfica
Se halla desde el mar Rojo y el África Oriental hasta las Hawái, las islas Marquesas, las islas Ryukyu y la isla de Pascua.